# R-33 (ミサイル)
R-33（ロシア語: Р-33）は、R-40の後継としてソビエト連邦のNPO ヴィーンペルで開発された長距離空対空ミサイルである。NATOコードネームは、AA-9エイモス（Amos）。MiG-31の主兵装として開発され、SR-71やB-1、B-52などの大型目標を攻撃することを目的としていた。
R-33はアメリカ海軍が運用したAIM-54 フェニックスと同様に慣性誘導とセミアクティブ・レーダー・ホーミング誘導を使うミサイルであるが、アクティブ・レーダー・ホーミングには対応していないという点が異なる。R-33はザスロンパッシブフェーズドアレイレーダーと連帯することにより、4目標に誘導可能であった。

## 型式
R-33
標準型。4Gまでの機動が可能。
R-33E
輸出型。
R-33S
MiG-31B向けに開発された改良型。ロケットモーターを改良し射程を延長したほか、前方に4枚の動翼が追加され、8Gでの機動が可能となった。信号処理装置もデジタル化され、ECCM能力も向上している。主に、MiG-31B、MiG-31BMにて運用される。
R-37
R-33をベースに開発された大幅な改良型。

## 運用国

### 現用
- カザフスタン - 2023年時点で、カザフスタン防空軍がR-33を保有している[5]。
- ロシア - 2023年時点で、ロシア空軍がR-33を保有している[6]。